# Прекъсвач на веригата за утечка на земята
Прекъсвач на веригата за утечка на земята е вид релейна защита против утечка на електрически ток към земя. 

## Принцип не действие
При повреда в изолацията или във фаза в реално време, контактът са релето се задейства. Единият проводник на защитата[ неясно? ] е свързан към металния корпус на защитавания обект, а другият директно към земя. Ако разликата в напреженията е над предварително зададен лимит, токът през релето задейства релето за изключване на свързания прекъсвач за изключване на захранването към оборудването.